# Taksa
Taksa je propisan iznos koji se plaća prilikom obavljanja administrativnog posla. Takse su jedan od najstarijih fiskalnih oblika. Poznate su već u starom veku. Osnovna karakteristika je da je to onaj iznos novca koji se plaća kao ekvivalent za učinjenu uslugu. Usluge čini državna administracija ili druga tela fizičkim ili pravnim licima.
Plaćanje taksi odvajalo se od direktnog obavljanja usluge, tako da zvaničnik samo proverava da li je taksa plaćena. Takse se obično plaćaju kupovinom taksenih maraka koje emituje nosilac fiskalne vlasti. Prihodi od taksi obično su prihod budžeta, ali mogu biti i direktan prihod određenih korisnika. Određene takse mogu se plaćati i u gotovom novcu. Mogu se propisati određena oslobođenja od plaćanja taksi.
Taksa može biti:
- lična → propisuje se radi socijalnih razloga
- predmetna → vezana je za radnje koje su od interesa da se obavljaju

## Klasifikacija taksi
1. prema subjektu
  - republičke
  - okružne
  - opštinske
  - komunalne
  - crkvene
  - i druge takse
2. prema službama koje obavljaju usluge
  - administrativne
  - carinske
  - konzularne
  - sudske
  - katastarske
  - crkvene
  - i druge takse
3. prema načinu plaćanja
  - direktne
  - indirektne
4. prema predmetu fiskalnog zahvaćanja
  - npr. boravišne takse[2][3]